# Callionymus caeruleonotatus
Callionymus caeruleonotatus, tên thông thường là cá đàn lia chấm xanh, là một loài cá biển thuộc chi Callionymus trong họ Cá đàn lia. Loài này được mô tả lần đầu tiên vào năm 1905.

## Phân bố và môi trường sống
C. caeruleonotatus có phạm vi phân bố ở Bắc Thái Bình Dương. Đây là một loài đặc hữu của quần đảo Hawaii. C. caeruleonotatus sống trên đáy cát và bùn, được tìm thấy ở độ sâu khoảng từ 42 đến 325 m.

## Mô tả
Chiều dài tối đa được ghi nhận ở C. caeruleonotatus là khoảng 5,4 cm, thuộc về một cá thể mái. C. caeruleonotatus là loài dị hình giới tính. Màu sắc của các tiêu bản (cá đực và cá mái) đã được ngâm trong rượu: đỉnh đầu và nửa thân trên có màu ô liu sẫm với các chấm rất nhỏ tạo thành các hàng sọc. Nửa dưới của đầu và thân, bao gồm nửa dưới của vây đuôi màu vàng, có các đốm và đường sọc màu xanh ánh kim. Ở phía dưới của đầu và thân, các chấm xanh thường hợp lại tạo thành các đường sọc dọc. Đầu có một vệt đen từ mắt, bao quanh mõm. Gai vây lưng (vây lưng thứ nhất) có màu vàng sẫm, có các đường màu xanh ngoằn ngoèo. Vây hậu môn tương tự như vây lưng thứ hai, các đường màu xanh có xu hướng xiên chéo hơn. Vây hậu môn có viền đen ở gần sát rìa. Vây đuôi có các vệt đen. Cá mái không có bất kỳ vệt đen hoặc vàng nào trên cơ thể.
Số gai ở vây lưng: 4; Số tia vây mềm ở vây lưng: 8 - 9; Số gai ở vây hậu môn: 0; Số tia vây mềm ở vây hậu môn: 8 - 9; Số tia vây mềm ở vây ngực: 17 - 19; Số gai ở vây bụng: 1; Số tia vây mềm ở vây bụng: 5.